# Helen Mutkins
Helen Mutkins (* im 20. Jahrhundert) ist eine australische Schauspielerin.

## Leben und Karriere
Die um 1960 geborene Helen Mutkins wuchs mit zwei Brüdern und einer Schwester in Artarmon bei Sydney auf. Nach Besuch der Catholic School Our Lady of Dolours und Monte Sant’ Angelo studierte sie Schauspielerei am National Institute of Dramatic Art (NIDA). Während ihrer Studienzeit schrieb sie mit Baz Luhrmann, Sonia Todd, Catherine McClements und vier weiteren Mitstudenten das Theaterstück Strictly Ballroom, das Luhrmann als Regisseur später verfilmte. Die acht gründeten eine Theatergruppe namens The Bond und gewannen mit ihrem Theaterstück beim International Youth Theatre Festival in Bratislava. Nach ihrem Abschluss an der NIDA 1985 tourte Mutkins mit Schauspiellegende Lauren Bacall mit dem Tennessee-Williams-Theaterstück Sweet Bird of Youth durch Australien. Vor der Kamera wirkt sie ausnahmslos in australischen Film- und Fernsehproduktionen mit. Bekannt wurde sie durch ihre Rollen in Weekend with Kate und ihr Mitwirken in der Fernsehserie A Country Practise. Im deutschsprachigen Raum ist sie aus einer Nebenrolle der Miniserie Bangkok Hilton bekannt.
Helen Mutkins wandte sich der Schauspiellehrtätigkeit zu und erhielt 2001 ihr Diplom. Ihre erste Stelle trat sie am Copperfield College in Sydenham bei Melbourne an und wechselte in der Folgezeit an andere Schulen.
Helen Mutkins ist mit dem Informatiklehrer John Broughton verheiratet und hat einen Sohn und eine Tochter.

## Filmografie
- 1987: Jilted
- 1987: The Riddle of the Stinson (Fernsehfilm)
- 1987–1992: A Country Practise (Fernsehserie, 3 Folgen)
- 1988: Alterations (Fernsehfilm)
- 1989: Bangkok Hilton (Miniserie)
- 1990: Weekend with Kate
- 1991: Edens Lost (Fernsehfilm)
- 2003: The Secret Life of Us (Fernsehserie, 1 Folge)
- 2004: Stingers (Fernsehserie, 1 Folge)